# 角谷三四郎
角谷 三四郎（すみや さんしろう、1919年5月3日 - 没年不明）は、日本の経営者。中山製鋼所社長を務めた。

## 来歴・人物
大阪府出身。1940年に大阪商科大学を卒業し、同年に中山製鋼所に入社。1941年3月から1946年7月までに兵役に従事し、終戦時には関東軍中尉となり、後にシベリア収容所で収容された。1964年11月に取締役に就任し、1973年11月に常務、1977年6月に専務を経て、1983年3月には社長に就任。1991年6月に会長に就任し、1997年6月から相談役を務めた。
[[1990年]11月に勲三等旭日中綬章を受章。